# Faren
Faren (Ballerus ballerus) är en art i familjen karpfiskar som är lik braxen och björkna, men den breda analfena gör det möjligt att särskilja den från dessa. I Sverige förekommer arten sparsamt från Skåne i syd och upp till mellansverige .

## Beskrivning
Faren är en långsamt växande fisk, vid 3–4 år är den enbart 16 cm lång. Blir vanligen 25–35 cm lång, men stora individer kan bli upp till 45 cm . I vikt innebär det att maxvikt för arten är kring ett kg .

## Utbredning
Faren är relativt vanlig i många av de större floder som mynnar i Östersjön, Bottenhavet (dock ej längre norrut än latitud 62°), Nordsjön, Svarta havet, Azovska sjön och Kaspiska havet .
Har begränsad spridning i Sverige, finns bland annat i Vänern, Hjälmaren och Mälaren samt i några vattendrag i Skåne .

## Biotopoch levnadssätt
Faren hittas i både sötvatten och mindre utsträckning brackvatten. Den uppehåller sig pelagiskt i stim, men mindre individer söker sig ofta till vegetationsrika områden i vattendrag. Födan består till stor del av djurplankton. 
Faren kan lekvandra och leken sker under våren över grunda vegatationsrika bottnar. En vuxen hona lägger kring 25 000 ägg som fäster till växter och bottenstrukturer. Äggen kläcks efter ett par veckor. 

## Faren och människan
Faren är i modern tid ingen matfisk, men i Svarta jorden vid Birka, Mälaren, har man hittat ben av faren, vilket är en indikation på att faren funnits och fångats i Mälaren under vikingatiden[källa behövs].
Fiskens storlek och begränsade utbredningen i Sverige gör att arten inte heller är någon viktig art i sportfiskesammanhang, men ska man försöka fånga arten är Sagån mellan Enköping och Västerås, under våren en bra plats att börja på. Faren lekvandrar under den perioden upp från Mälaren. Det svenska sportfiskerekordet kommer från just den platsen och tiden och var en fisk på nästan 900 g 